# Ectobius vittiventris
Ectobius vittiventris es una especie de cucaracha del género Ectobius, familia Ectobiidae.

## Distribución
Esta especie se encuentra en Suiza, Italia, Francia, Alemania, Austria, Eslovaquia, Yugoslavia, Rumania, Bulgaria, Turquía, montañas del Cáucaso y Gran Bretaña.